# Melodifestivalen 2015
Melodifestivalen 2015 – 54. edycja szwedzkich preselekcji do Konkursu Piosenki Eurowizji 2015. Półfinały odbyły się kolejno: 7, 14, 21 oraz 28 lutego, koncert drugiej szansy – 7 marca, a finał – 14 marca. Podczas rund półfinałowych o wynikach decydowali telewidzowie za pomocą głosowania telefonicznego, natomiast reprezentanta wybrali wraz z międzynarodową komisją jurorską.
Selekcje wygrał Måns Zelmerlöw z utworem „Heroes”, zdobywając w sumie 288 punktów w finale eliminacji.

## Format

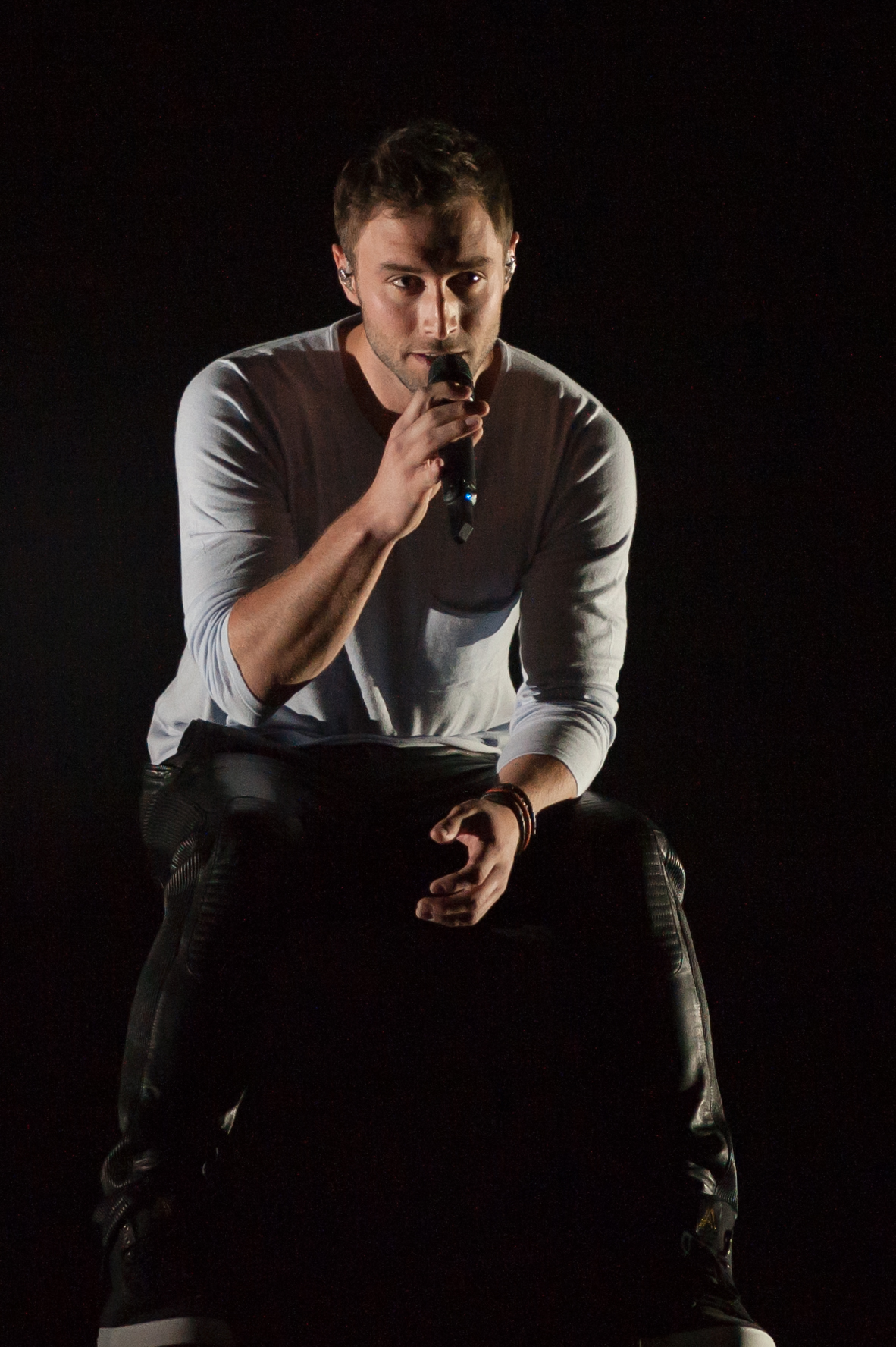
Zwycięzca Melodifestivalen 2015 – Måns Zelmerlöw

Dwudziestu ośmiu uczestników podzielono na cztery siedmioosobowe półfinały. Z każdego półfinału dwójka najlepszych uczestników otrzymała automatyczny awans do finału. Laureaci trzeciego oraz czwartego miejsca półfinałów zakwalifikowali się zaś do dogrywki – drugiej szansy, z którego kolejna czwórka zakwalifikowała się do wielkiego finału.

### Harmonogram
Tradycyjnie każdy etap odbywał się w innym szwedzkim mieście, a finał został zorganizowany w Friends Arena w Solnie na północ od centrum Sztokholmu.
| Data      | Miasto      | Miejsce           | Etap                         |
| --------- | ----------- | ----------------- | ---------------------------- |
| 7 lutego  | Göteborg    | Scandinavium      | Półfinał 1                   |
| 14 lutego | Malmö       | Malmö Arena       | Półfinał 2                   |
| 21 lutego | Östersund   | Östersund Arena   | Półfinał 3                   |
| 28 lutego | Örebro      | Conventum Arena   | Półfinał 4                   |
| 7 marca   | Helsingborg | Helsingborg Arena | Druga szansa (Andra chansen) |
| 14 marca  | Solna       | Friends Arena     | Finał                        |

## Półfinały

### Półfinał 1
Pierwszy półfinał odbył się 7 lutego 2015 w Scandinavium w Göteborgu. Spośród siedmiu uczestników bezpośrednio do finału awansowali: Eric Saade z piosenką „Sting” oraz Jessica Andersson z utworem „Can’t Hurt Me Now”, a Dolly Style oraz Behrang Miri i Victor Crone ze swoimi kompozycjami trafili do dogrywki – drugiej szansy.
| Lp. | Artysta                         | Piosenka              | Tekst (t) / Muzyka (m)                                                                                         | Liczba głosów | Liczba głosów | Liczba głosów | Miejsce | Rezultat     |
| Lp. | Artysta                         | Piosenka              | Tekst (t) / Muzyka (m)                                                                                         | Runda 1       | Runda 2       | Razem         | Miejsce | Rezultat     |
| --- | ------------------------------- | --------------------- | --- | ------------- | ------------- | ------------- | ------- | ------------ |
| 1   | Molly Pettersson Hammar         | „I’ll Be Fine”        | Molly Pettersson Hammar (t/m), Lisa Desmond (t/m), Tim Larsson (t/m), Tobias Lundgren (t/m), Gavin Jones (t/m) | 82 807        | –             | 82 807        | 6       | Odpadła      |
| 2   | Daniel Gildenlöw                | „Pappa”               | Daniel Gildenlöw (t/m)                                                                                         | 44 483        | –             | 44 483        | 7       | Odpadł       |
| 3   | Rickard Söderberg i Elize Ryd   | „One By One”          | Elize Ryd (t/m), Jimmy Jansson (t/m), Karl-Ola Kjellholm (t/m), Sharon Vaughn (t/m)                            | 101 433       | 27 928        | 129 361       | 5       | Odpadli      |
| 4   | Dolly Style                     | „Hello Hi”            | Emma Nors (t/m), Palle Hammarlund (t/m), Jimmy Jansson (t/m)                                                   | 138 255       | 16 961        | 155 216       | 3       | Druga szansa |
| 5   | Behrang Miri feat. Victor Crone | „Det rår vi inte för” | Behrang Miri (t/m), Albin Johnsén (t/m), Måns Zelmerlöw (t/m), Tony Nilsson (t/m)                              | 140 374       | 8 606         | 148 980       | 4       | Druga szansa |
| 6   | Jessica Andersson               | „Can’t Hurt Me Now”   | Aleena Gibson (t/m), Fredrik Thomander (t/m)                                                                   | 187 686       | 25 279        | 212 965       | 2       | Finał        |
| 7   | Eric Saade                      | „Sting”               | Sam Arash Fahmi (t/m), Fredrik Kempe (t/m), Hamed „K-one” Pirouzpanah (t/m), David Kreuger (t/m)               | 413 556       | 35 324        | 448 880       | 1       | Finał        |

Legenda:
     Uczestnicy, którzy awansowali do finału
     Uczestnicy, którzy trafili do drugiej szansy

### Półfinał 2
Drugi półfinał odbył się 14 lutego 2015 w Malmö Arena w Malmö. Spośród siedmiu uczestników bezpośrednio do finału awansowali: Mariette z piosenką „Don’t Stop Believing” oraz Magnus Carlsson z utworem „Möt mig i Gamla stan”, a Samir & Viktor i Linus Svenning ze swoimi kompozycjami trafili do dogrywki – drugiej szansy.
| Lp. | Artysta                          | Piosenka                   | Tekst (t) / Muzyka (m)                                                                             | Liczba głosów | Liczba głosów | Liczba głosów | Miejsce | Rezultat     |
| Lp. | Artysta                          | Piosenka                   | Tekst (t) / Muzyka (m)                                                                             | Runda 1       | Runda 2       | Razem         | Miejsce | Rezultat     |
| --- | -------------------------------- | -------------------------- | -------------------------------------------------------------------------------------------------- | ------------- | ------------- | ------------- | ------- | ------------ |
| 1   | Linus Svenning                   | „Forever Starts Today”     | Aleena Gibson (t/m), Anton Malmberg Hård af Segerstad (t/m), Fredrik Kempe (t/m)                   | 357 113       | 36 156        | 393 269       | 4       | Druga szansa |
| 2   | Emelie Irewald                   | „Där och då med dig”       | Emelie Irewald (t/m)                                                                               | 134 638       | –             | 134 638       | 6       | Odpadła      |
| 3   | Samir & Viktor                   | „Groupie”                  | Anton Malmberg Hård af Segerstad (t/m), Maria Smith (t/m), Kevin Högdahl (t/m), Viktor Thell (t/m) | 455 225       | 19 958        | 475 183       | 3       | Druga szansa |
| 4   | Neverstore                       | „If I Was God For One Day” | Thomas G:son (t/m), John Gordon (t/m), Jacob Widén (t/m)                                           | 253 725       | 12 227        | 265 952       | 5       | Odpadli      |
| 5   | Marie Bergman i Sanne Salomonsen | „Nonetheless”              | Andreas Stone Johansson (t/m), Allison Kaplan (t/m)                                                | 134 427       | –             | 134 427       | 7       | Odpadły      |
| 6   | Magnus Carlsson                  | „Möt mig i Gamla stan”     | Thomas G:son (t/m), Lina Eriksson (t/m)                                                            | 441 477       | 34 140        | 475 617       | 2       | Finał        |
| 7   | Mariette                         | „Don’t Stop Believing”     | Linda Karlsson (t/m), Sonny Gustafsson (t/m)                                                       | 472 908       | 28 219        | 501 127       | 1       | Finał        |

Legenda:
     Uczestnicy, którzy awansowali do finału
     Uczestnicy, którzy trafili do drugiej szansy

### Półfinał 3
Trzeci półfinał odbył się 21 lutego 2015 w Östersund Arena w Östersund. Spośród siedmiu uczestników bezpośrednio do finału awansowali: Jon Henrik Fjällgren z piosenką „Jag är fri (Manne Leam Frijje)” oraz Isa z utworem „Don’t Stop”, a Andreas Weise i Kristin Amparo ze swoimi kompozycjami trafili do dogrywki – drugiej szansy.
| Lp. | Artysta              | Piosenka                         | Tekst (t) / Muzyka (m)                                                                                     | Liczba głosów | Liczba głosów | Liczba głosów | Miejsce | Rezultat     |
| Lp. | Artysta              | Piosenka                         | Tekst (t) / Muzyka (m)                                                                                     | Runda 1       | Runda 2       | Razem         | Miejsce | Rezultat     |
| --- | -------------------- | -------------------------------- | --- | ------------- | ------------- | ------------- | ------- | ------------ |
| 1   | Ellen Benediktson    | „Insomnia”                       | Ellen Benediktson (t/m), Anderz Wrethov (t/m)                                                              | 288 995       | 9 768         | 298 763       | 5       | Odpadła      |
| 2   | Kalle Johansson      | „För din skull”                  | Martin Eriksson (t/m), Thomas G:son (t/m), Thomas Karlsson (t/m)                                           | 261 572       | –             | 261 572       | 6       | Odpadł       |
| 3   | Andreas Weise        | „Bring Out the Fire”             | Henrik Jansson (t/m), Thomas G:son (t/m), Anton Malmberg Hård af Segerstad (t/m)                           | 419 346       | 31 577        | 450 923       | 3       | Druga szansa |
| 4   | Andreas Johnson      | „Living to Die”                  | Andreas Johnson (t/m), Bobby Ljunggren (t/m), Karl-Ola Kjellholm (t/m)                                     | 252 280       | –             | 252 280       | 7       | Odpadł       |
| 5   | Isa                  | „Don’t Stop”                     | Isa Tengblad (t/m), Johan Ramström (t/m), Magnus Wallin (t/m), Gustaf Svenungsson (t/m) Oscar Merner (t/m) | 499 426       | 18 978        | 518 404       | 2       | Finał        |
| 6   | Kristin Amparo       | „I See You”                      | Kristin Amparo (t/m), Fredrik Kempe (t/m), David Kreuger (t/m)                                             | 395 936       | 19 074        | 415 010       | 4       | Druga szansa |
| 7   | Jon Henrik Fjällgren | „Jag är fri (Manne Leam Frijje)” | Jon Henrik Fjällgren (t/m), Erik Holmberg (t/m), Tony Malm (t/m), Josef Melin (t/m)                        | 593 601       | 72 716        | 666 317       | 1       | Finał        |

Legenda:
     Uczestnicy, którzy awansowali do finału
     Uczestnicy, którzy trafili do drugiej szansy

### Półfinał 4
Czwarty półfinał odbył się 28 lutego 2015 w Conventum Arena w Örebro. Spośród siedmiu uczestników bezpośrednio do finału awansowali: Måns Zelmerlöw z piosenką „Heroes” oraz JTR z utworem „Building It Up”, a Hasse Andersson i Dinah Nah ze swoimi kompozycjami trafili do dogrywki – drugiej szansy.
| Lp. | Artysta             | Piosenka                | Tekst (t) / Muzyka (m)                                                                                        | Liczba głosów | Liczba głosów | Liczba głosów | Miejsce | Rezultat     |
| Lp. | Artysta             | Piosenka                | Tekst (t) / Muzyka (m)                                                                                        | Runda 1       | Runda 2       | Razem         | Miejsce | Rezultat     |
| --- | ------------------- | ----------------------- | --- | ------------- | ------------- | ------------- | ------- | ------------ |
| 1   | Midnight Boy        | „Don’t Say No”          | Johan Krafman (t/m), Kristofer Östergren (t/m), Olle Blomström (t/m)                                          | 157 793       | –             | 157 793       | 7       | Odpadł       |
| 2   | Caroline Wennergren | „Black Swan”            | Nicklas Eklund (t/m), Joel DeLuna (t/m), Aimee Bobruk (t/m)                                                   | 252 405       | 31 787        | 284 192       | 5       | Odpadła      |
| 3   | JTR                 | „Building It Up”        | John Andreasson (t/m), Tom Lundbäck (t/m), Robin Lundbäck (t/m), Erik Lewander (t/m), Iggy Strange Dahl (t/m) | 378 312       | 7 590         | 385 902       | 2       | Finał        |
| 4   | Hasse Andersson     | „Guld och gröna skogar” | Anderz Wrethov (t/m), Elin Wrethov (t/m), Johan Bejerholm (t/m), Johan Deltinger (t/m)                        | 339 263       | 40 042        | 379 305       | 3       | Druga szansa |
| 5   | Dinah Nah           | „Make Me (La La La)”    | Dinah Nah (t/m), Dr. Alban (t/m), Jakke Erixson (t/m), Karl-Ola Kjellholm (t/m)                               | 356 640       | 9 438         | 366 078       | 4       | Druga szansa |
| 6   | Annika Herlitz      | „Ett andetag”           | Amir Aly (t/m), Maciel Numhauser (t/m), Robin Abrahamsson (t/m), Sharon Dyall (t/m), Sharon Vaughn (t/m)      | 226 388       | –             | 226 388       | 6       | Odpadła      |
| 7   | Måns Zelmerlöw      | „Heroes”                | Anton Malmberg Hård af Segerstad (t/m), Joy Deb (t/m), Linnea Deb (t/m)                                       | 712 652       | 58 771        | 771 423       | 1       | Finał        |

Legenda:
     Uczestnicy, którzy awansowali do finału
     Uczestnicy, którzy trafili do drugiej szansy

## Druga szansa
Dogrywka – druga szansa odbyła się 7 marca 2015 w Helsingborg Arena w Helsingborgu. Do finału ostatecznie udało się awansować Linusowi Svenningowi, Hasse Anderssonowi, Dinah’ie Nah oraz duetowi Samir & Viktor.
| Półfinał | Artysta                         | Piosenka                | Tekst (t) / Muzyka (m)                                                                             | Duet |
| -------- | ------------------------------- | ----------------------- | -------------------------------------------------------------------------------------------------- | ---- |
| 1        | Dolly Style                     | „Hello Hi”              | Emma Nors (t/m), Palle Hammarlund (t/m), Jimmy Jansson (t/m)                                       | 3    |
| 1        | Behrang Miri feat. Victor Crone | „Det rår vi inte för”   | Behrang Miri (t/m), Albin Johnsén (t/m), Måns Zelmerlöw (t/m), Tony Nilsson (t/m)                  | 4    |
| 2        | Linus Svenning                  | „Forever Starts Today”  | Aleena Gibson (t/m), Anton Malmberg Hård af Segerstad (t/m), Fredrik Kempe (t/m)                   | 1    |
| 2        | Samir & Viktor                  | „Groupie”               | Anton Malmberg Hård af Segerstad (t/m), Maria Smith (t/m), Kevin Högdahl (t/m), Viktor Thell (t/m) | 4    |
| 3        | Andreas Weise                   | „Bring Out the Fire”    | Henrik Jansson (t/m), Thomas G:son (t/m), Anton Malmberg Hård af Segerstad (t/m)                   | 1    |
| 3        | Kristin Amparo                  | „I See You”             | Kristin Amparo (t/m), Fredrik Kempe (t/m), David Kreuger (t/m)                                     | 2    |
| 4        | Hasse Andersson                 | „Guld och gröna skogar” | Anderz Wrethov (t/m), Elin Wrethov (t/m), Johan Bejerholm (t/m), Johan Deltinger (t/m)             | 2    |
| 4        | Dinah Nah                       | „Make Me (La La La)”    | Dinah Nah (t/m), Dr. Alban (t/m), Jakke Erixson (t/m), Karl-Ola Kjellholm (t/m)                    | 3    |

### Duety
| Lp.    | Artysta                         | Piosenka                | Liczba głosów | Rezultat |
| ------ | ------------------------------- | ----------------------- | ------------- | -------- |
| Duet 1 |                                 |                         |               |          |
| 1      | Andreas Weise                   | „Bring Out the Fire”    | 402 521       | Odpadł   |
| 2      | Linus Svenning                  | „Forever Starts Today”  | 531 109       | Finał    |
| Duet 2 |                                 |                         |               |          |
| 1      | Hasse Andersson                 | „Guld och gröna skogar” | 599 724       | Finał    |
| 2      | Kristin Amparo                  | „I See You”             | 441 015       | Odpadła  |
| Duet 3 |                                 |                         |               |          |
| 1      | Dolly Style                     | „Hello Hi”              | 404 960       | Odpadły  |
| 2      | Dinah Nah                       | „Make Me (La La La)”    | 524 887       | Finał    |
| Duet 4 |                                 |                         |               |          |
| 1      | Behrang Miri feat. Victor Crone | „Det rår vi inte för”   | 297 739       | Odpadli  |
| 2      | Samir & Viktor                  | „Groupie”               | 628 022       | Finał    |

Legenda:
     Uczestnicy, którzy awansowali do finału

## Finał
Finał odbył się 14 marca 2015 w Friends Arena w Solnie. Ostatecznie zwycięzcą preselekcji został Måns Zelmerlöw z piosenką „Heroes”, zdobywając w sumie 288 punktów.
| Lp. | Artysta              | Piosenka                         | Tekst (t) / Muzyka (m)                                                                                        | Liczba punktów | Liczba punktów | Liczba punktów | Miejsce |
| Lp. | Artysta              | Piosenka                         | Tekst (t) / Muzyka (m)                                                                                        | Jury           | Widzowie       | Razem          | Miejsce |
| --- | -------------------- | -------------------------------- | --- | -------------- | -------------- | -------------- | ------- |
| 1   | Samir & Viktor       | „Groupie”                        | Anton Malmberg Hård af Segerstad (t/m), Maria Smith (t/m), Kevin Högdahl (t/m), Viktor Thell (t/m)            | 29             | 20             | 49             | 8       |
| 2   | JTR                  | „Building It Up”                 | John Andreasson (t/m), Tom Lundbäck (t/m), Robin Lundbäck (t/m), Erik Lewander (t/m), Iggy Strange Dahl (t/m) | 21             | 4              | 25             | 10      |
| 3   | Dinah Nah            | „Make Me (La La La)”             | Dinah Nah (t/m), Dr. Alban (t/m), Jakke Erixson (t/m), Karl-Ola Kjellholm (t/m)                               | 14             | 8              | 22             | 12      |
| 4   | Jon Henrik Fjällgren | „Jag är fri (Manne Leam Frijje)” | Jon Henrik Fjällgren (t/m), Erik Holmberg (t/m), Tony Malm (t/m), Josef Melin (t/m)                           | 51             | 88             | 139            | 2       |
| 5   | Jessica Andersson    | „Can’t Hurt Me Now”              | Aleena Gibson (t/m), Fredrik Thomander (t/m)                                                                  | 15             | 8              | 23             | 11      |
| 6   | Måns Zelmerlöw       | „Heroes”                         | Anton Malmberg Hård af Segerstad (t/m), Joy Deb (t/m), Linnea Deb (t/m)                                       | 122            | 166            | 288            | 1       |
| 7   | Linus Svenning       | „Forever Starts Today”           | Aleena Gibson (t/m), Anton Malmberg Hård af Segerstad (t/m), Fredrik Kempe (t/m)                              | 41             | 18             | 59             | 6       |
| 8   | Isa                  | „Don’t Stop”                     | Isa Tengblad (t/m), Johan Ramström (t/m), Magnus Wallin (t/m), Gustaf Svenungsson (t/m) Oscar Merner (t/m)    | 38             | 18             | 56             | 7       |
| 9   | Magnus Carlsson      | „Möt mig i Gamla stan”           | Thomas G:son (t/m), Lina Eriksson (t/m)                                                                       | 10             | 18             | 28             | 9       |
| 10  | Eric Saade           | „Sting”                          | Sam Arash Fahmi (t/m), Fredrik Kempe (t/m), Hamed „K-one” Pirouzpanah (t/m), David Kreuger (t/m)              | 48             | 29             | 77             | 5       |
| 11  | Mariette             | „Don’t Stop Believing”           | Linda Karlsson (t/m), Sonny Gustafsson (t/m)                                                                  | 74             | 28             | 102            | 3       |
| 12  | Hasse Andersson      | „Guld och gröna skogar”          | Anderz Wrethov (t/m), Elin Wrethov (t/m), Johan Bejerholm (t/m), Johan Deltinger (t/m)                        | 10             | 68             | 78             | 4       |

Legenda:
     Zdobywca pierwszego miejsca
     Zdobywca drugiego miejsca
     Zdobywca trzeciego miejsca

### Głosowanie
| Numer | Piosenka                         | Estonia | Malta | Armenia | Francja | Izrael | Słowenia | Cypr | Belgia | Wielka Brytania | Holandia | Austria | Punkty jury | Audiotele/SMS | Audiotele/SMS | Audiotele/SMS | Razem | Miejsce |
| Numer | Piosenka                         | Estonia | Malta | Armenia | Francja | Izrael | Słowenia | Cypr | Belgia | Wielka Brytania | Holandia | Austria | Punkty jury | Głosy         | %             | Punkty        | Razem | Miejsce |
| ----- | -------------------------------- | ------- | ----- | ------- | ------- | ------ | -------- | ---- | ------ | --------------- | -------- | ------- | ----------- | ------------- | ------------- | ------------- | ----- | ------- |
| 1     | „Groupie”                        | –       | 8     | –       | –       | –      | –        | 4    | 10     | 1               | 6        | –       | 29          | 65 927        | 4,2%          | 20            | 49    | 8       |
| 2     | „Building It Up”                 | 6       | –     | –       | 6       | 1      | –        | –    | 8      | –               | –        | –       | 21          | 14 236        | 0,9%          | 4             | 25    | 10      |
| 3     | „Make Me (La La La)”             | –       | 10    | –       | –       | 2      | –        | 1    | –      | –               | 1        | –       | 14          | 28 094        | 1,8%          | 8             | 22    | 12      |
| 4     | „Jag är fri (Manne Leam Frijje)” | 2       | –     | 8       | 8       | –      | 1        | –    | 4      | 12              | 8        | 8       | 51          | 288 964       | 18,6%         | 88            | 139   | 2       |
| 5     | „Can’t Hurt Me Now"”             | –       | 6     | 4       | 1       | –      | 4        | –    | –      | –               | –        | –       | 15          | 25 721        | 1,7%          | 8             | 23    | 11      |
| 6     | „Heroes”                         | 12      | 12    | 12      | 12      | 6      | 12       | 12   | 12     | 8               | 12       | 12      | 122         | 545 601       | 35,1%         | 166           | 288   | 1       |
| 7     | „Forever Starts Today”           | 4       | –     | 2       | 2       | 4      | 6        | 6    | 1      | 6               | –        | 10      | 41          | 57 838        | 3,8%          | 18            | 59    | 6       |
| 8     | „Don’t Stop”                     | 10      | 2     | –       | –       | –      | 8        | –    | –      | 10              | 4        | 4       | 38          | 60 213        | 3,9%          | 18            | 56    | 7       |
| 9     | „Möt mig i Gamla stan”           | –       | –     | 1       | –       | –      | –        | 8    | –      | –               | –        | 1       | 10          | 59 811        | 3,8%          | 18            | 28    | 9       |
| 10    | „Sting”                          | 1       | 1     | 10      | 4       | 10     | –        | 2    | 6      | 2               | 10       | 2       | 48          | 96 237        | 6,2%          | 29            | 77    | 5       |
| 11    | „Don’t Stop Believing”           | 8       | 4     | 6       | 10      | 12     | 10       | 10   | 2      | 4               | 2        | 6       | 74          | 90 749        | 5,8%          | 28            | 102   | 3       |
| 12    | „Guld och gröna skogar”          | –       | –     | –       | –       | 8      | 2        | –    | –      | –               | –        | –       | 10          | 222 166       | 14,3%         | 68            | 78    | 4       |